# Sư đoàn tấn công - đổ bộ đường không Cận vệ 76

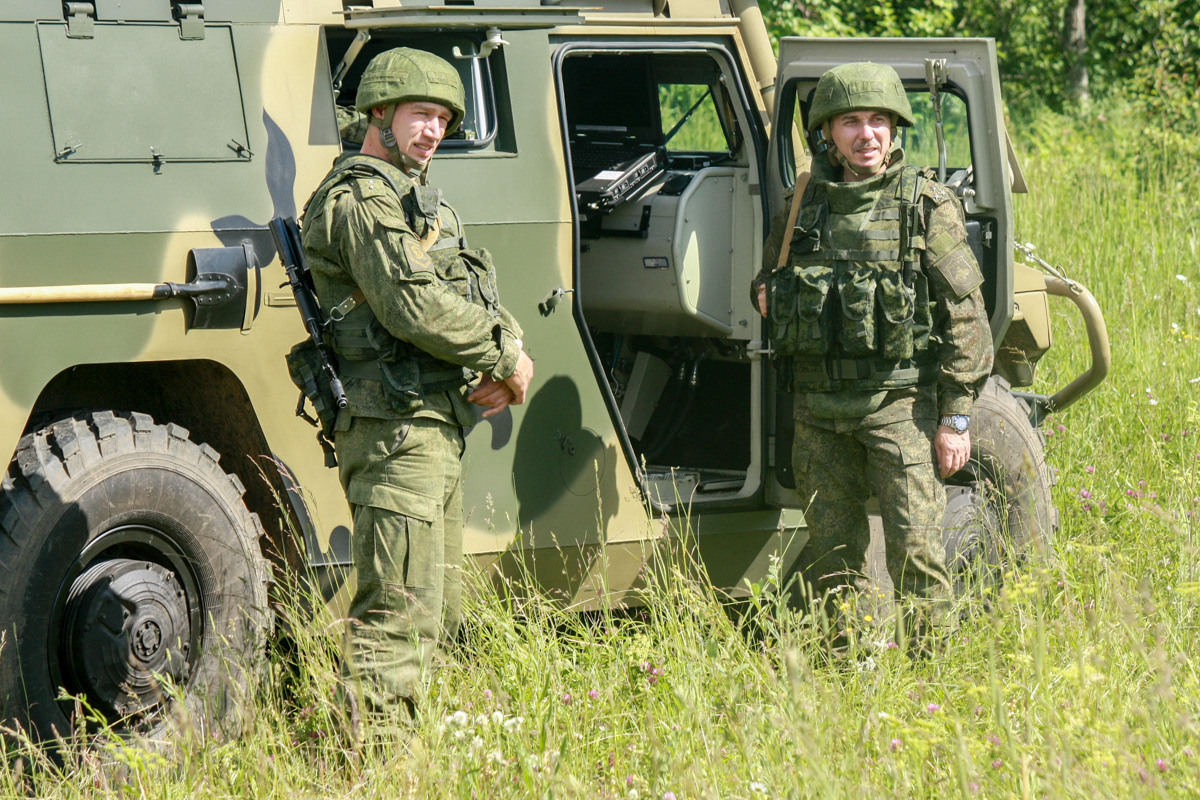
Hai quân nhân của Sư đoàn Đổ bộ Đường không Cận vệ số 76

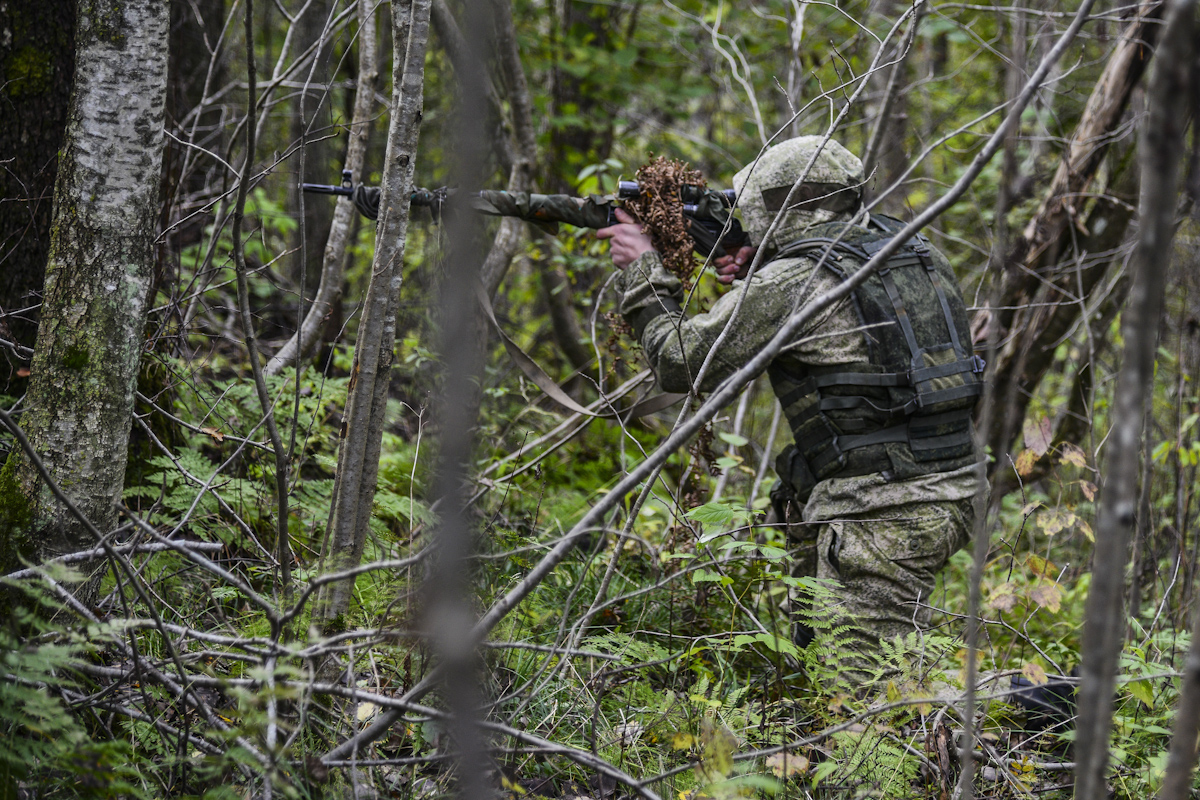
Lính dù Pskov đang chiến đấu trong môi trường rừng rú

Sư đoàn tấn công - đổ bộ đường không Cận vệ 76 "Chernigov" Huân chương Cờ Đỏ, Huân chương Suvorov (tiếng Nga: 76-я гвардейская десантно-штурмовая Черниговская/Краснознаменная, ордена Суворова дивизия; MUN 07264) là một sư đoàn của Lực lượng Đổ bộ đường không Nga (lính dù VDV) có căn cứ tại Pskov (còn có biệt danh là Lính dù Pskov), là một đơn vị quân sự tinh nhuệ của Lực lượng Đổ bộ đường không Nga và là một trong những sư đoàn được coi là mạnh nhất và giàu truyền thống của Nga. Sư đoàn này có nguồn gốc từ Sư đoàn Súng trường số 157 được thành lập vào thành lập vào ngày 1 tháng 9 năm 1939  Vào ngày 1 tháng 3 năm 1943, đơn vị này được đổi tên thành Sư đoàn Súng trường Cận vệ số 76 do những thành tích xuất sắc trong trận Stalingrad ở Thế chiến II. Sư đoàn 76 bao gồm các đơn vị như Bộ Tư lệnh Sư đoàn (Pskov), các Trung đoàn Đổ bộ Đường không Cận vệ 104, 234, 237, Trung đoàn Pháo binh Cận vệ 1140, và các tiểu đoàn hỗ trợ khác. Sư đoàn này đã chiến đấu trong trận Kursk, trận Dnieper, chiến dịch Bagration, chiến dịch tấn công Đông Pomerania và Chiến dịch tấn công Berlin. 
Sau chiến tranh, sư đoàn được chuyển đổi thành một sư đoàn nhảy dù, đơn vị này được chuyển đổi thành một sư đoàn đổ bộ đường không và chuyển đến Pskov vào năm 1949, nơi đóng quân hiện tại. Năm 2006, Sư đoàn Dù 76 được đổi tên thành Sư đoàn Đổ bộ Đường không. Đơn vị này đã tham gia vào nhiều cuộc xung đột và chiến dịch quan trọng trong Thế chiến II, tham gia vào sự kiện tháng Giêng Đen ở Litva, tham gia vào Chiến tranh Chechnya lần thứ nhất, Chiến tranh Chechnya lần thứ hai, chiến tranh Nga – Gruzia (2008), xung đột Donbas và Chiến dịch quân sự đặc biệt của Nga năm 2022 bao gồm cả những trận thảm sát thường dân theo cáo buộc của Ukraina và phương Tây.  Trong cuộc chiến tranh với Ukraina thì sư đoàn này đã chịu thiệt hại đáng kể lên đến hàng nghìn người và tổn thất nặng nề về quân số, với một quan chức quốc phòng châu Âu ước tính 30-40% quân số triển khai bị thương, mất tích hoặc tử trận. Sư đoàn này đã tham gia vào các khu vực giao tranh dữ dội như khu vực Kyiv (Bucha), Izyum và Kherson, một sở chỉ huy của Sư đoàn tấn công đường không Cận vệ 76 đã bị tấn công trong cuộc tấn công Chornobaivka năm 2022 vào ngày 5 tháng 8 năm 2022.
Tại thời điểm năm 2021, Sư đoàn 76 có cơ cấu như sau:
- Sư đoàn bộ (Pskov, Quân khu Tây)
  - Tiểu đoàn Trinh sát 175
  - Tiểu đoàn Xe tăng 124 (T-72B3)
  - Tiểu đoàn Bảo dưỡng 7
  - Tiểu đoàn Công binh 656
  - Tiểu đoàn Thông tin 728
  - Tiểu đoàn Hỗ trợ Vật chất 1682
  - Bệnh viện Quân y 3996 (Cơ động Không quân)
  - Trạm Bưu điện 201
  - Đại đội Hỗ trợ Không quân
  - Đại đội Phòng thủ NBC
  - Đại đội Chỉ huy
- Trung đoàn tấn công - đổ bộ đường không Cận vệ 104
- Trung đoàn tấn công - đổ bộ đường không Cận vệ 234
- Trung đoàn tấn công - đổ bộ đường không Cận vệ 237 (được tái lập năm 2018)[9]
- Trung đoàn pháo binh Cận vệ 1140
- Trung đoàn tên lửa phòng không Cận vệ 4